# Kalorymetr

Budowa kalorymetru „szkolnego”:
1. Termometr
2. Mieszadło mechaniczne
3. Przykrywki naczynia wewnętrznego i zewnętrznego
4. Naczynie wewnętrzne,
5. Naczynie zewnętrzne – izolujące
6. Podstawki z termoizolującego materiału

Kalorymetr – przyrząd laboratoryjny do pomiaru ciepła wydzielanego lub pobieranego podczas procesów chemicznych i fizycznych.
Wykorzystywany jest przede wszystkim do wyznaczania ciepła właściwego cieczy i ciał stałych, ciepła topnienia i ciepła parowania. Pomiar kalorymetryczny umożliwia też badanie zmian w czasie wartości termodynamicznych takich jak entalpia i entropia, umożliwiając szczegółową analizę przemian zachodzących w analizowanym układzie.

## Kalorymetr „szkolny”
Najprostszy kalorymetr, tzw. „szkolny”, jest urządzeniem, które mierzy zmiany temperatury w czasie procesu, ściśle określonej masy próbki układu, w którym ona zachodzi. Aby wyeliminować przypadkową wymianę ciepła z otoczeniem, układ musi być dobrze izolowany cieplnie. Tego rodzaju kalorymetr jest skuteczny, gdy zmiany temperatury układu są duże i można go stosować wyłącznie do układów ciekłych.
W szkołach najczęściej spotyka się kalorymetry wykonane z aluminium. Natomiast w laboratoriach wykorzystuje się kalorymetry o bardzo dużej dokładności i dobrze izolowane, często połączone z komputerem.
Ciepło przemiany analizowanego układu oblicza się w kalorymetrze „szkolnym” z ogólnego równania różniczkowego bilansu ciepła:
{\displaystyle dQ=d(C_{B}T_{B})+d\left({\frac {T_{B}-T_{O}}{R}}\right),}
gdzie:
{\displaystyle Q} – ciepło wydzielone próbki,
{\displaystyle C_{B}} – pojemność cieplna podstawowego bloku kalorymetru,
{\displaystyle T_{B}} – temperatura podstawowego bloku kalorymetru,
{\displaystyle T_{O}} – temperatura płaszcza (osłony) kalorymetru,
{\displaystyle R} – opór cieplny kalorymetru.

## Inne typy kalorymetrów
Znacznie dokładniejsze pomiary efektów cieplnych przemian można dokonywać nie poprzez pomiar zmian temperatury, lecz poprzez pośredni lub bezpośredni pomiar energii dostarczanej do elementów grzejno-chłodzących, które albo zapewniają stałą temperaturę układu, albo zmieniają ją w ściśle zaprogramowany sposób.
Do tego rodzaju kalorymetrów zaliczają się:
- kalorymetr wodno-lodowy – w którym efekt cieplny przemiany jest mierzony ilością wody wytopionej z lodu, umieszczonego w płaszczu chłodzącym urządzenia – tego rodzaju urządzenie było pierwszym rodzajem kalorymetru w historii, który skonstruowali Antoine Lavoisier i Pierre Simon de Laplace w 1780 roku[2]
- bomba kalorymetryczna – jest to kalorymetr oparty na podobnej idei jak kalorymetr wodno-lodowy, ma on jednak specjalną konstrukcję umożliwiającą pomiar gwałtownie przebiegających procesów, takich jak eksplozje; w kalorymetrach tych inicjuje się eksplozję np. iskrą elektryczną; eksplozja ta ogrzewa powietrze znajdujące się pierwotnie w kalorymetrze; pomiar ciepła dokonuje się, mierząc objętość i temperaturę wydostającego się z kalorymetru powietrza
- kalorymetr przepływu ciepła – w którym pomiar ciepła dokonuje się poprzez porównanie temperatury medium chłodząco-grzejnego i badanego układu z uwzględnieniem energii dostarczonej lub odebranej medium dla utrzymania jego temperatury w określonym przedziale – metoda ta jest mało dokładna, ale nie wymaga złożonej aparatury
- kalorymetr bilansu ciepła – w którym badany układ utrzymuje się w stałej temperaturze, ciepło przemiany oblicza się z energii dostarczonej lub odebranej z medium chłodząco-grzejnego, które utrzymuje stałą temperaturę układu – metoda ta jest dużo dokładniejsza, ale wymaga bardzo skutecznego chłodzenia-grzania
- kalorymetr różnicowy – w którym ogrzewaniu lub chłodzeniu poddaje się dwa układy: analizowany i odniesienia; oba układy albo utrzymuje się w stałej temperaturze, albo ogrzewa-chłodzi w zadanym z góry tempie; pomiar ciepła przemian zachodzących w analizowanym układzie oblicza się z różnicy energii dostarczonej do obu układów potrzebnej dla utrzymania ich w jednakowej temperaturze; układ odniesienia dobiera się tak, aby w badanym zakresie temperatury nie zachodziły w nim żadne przemiany fizyczne i chemiczne i aby jego zmiana ciepła właściwego wraz ze zmianą temperatury była funkcją liniową; są to najczęściej bardzo czyste próbki metalu o bardzo wysokiej temperaturze topnienia; gdy kalorymetr umożliwia pomiar efektu ciepła w funkcji zmian temperatury nazywa się go różnicowym kalorymetrem skaningowym.